# Олейник, Вадим Анатольевич
Вадим Анатольевич Олейник (укр. Вадим Анатолійович Олійник; род. 19 марта 1988, с. Нелиповцы, Черновицкая область) — украинский музыкант, певец, экс-участник группы «ДиО.фильмы» («Дантес & Олейник»), которая распалась в 2015 году.

## Биография
Родился 19 марта 1988 года в с. Нелиповцы, Черновицкой области. В 14 лет Вадим потерял отца. Мать юного артиста уехала работать в Италию и находится там доныне.
В 2002 году вступил в Черновицкий колледж строительства и архитектуры. Был участником вокального ансамбля при Черновицкой студии «Притендес».
В 2006 году поступил на факультет музыкального искусства в Киевский национальный университет культуры и искусств. Позже перевелся на факультет Ивент-менеджмента и шоу-бизнеса.

## Карьера

### «Фабрика звёзд 2»
В 2008 году Вадим Олейник вместе с Владимиром Дантесом победил в украинском проекте «Фабрика Звёзд-2», создав дуэт «Дантес & Олейник». Продюсерами музыкантов были Борис Бронштейн и Наталья Могилевская с продюсерским центром «Talant Group».
Позднее дуэт «Дантес & Олейник» принимал участие в «Фабрике Звёзд. Суперфинал» и в «Фабрике Звёзд Россия-Украина».
Также Вадим принимал участие в экстремальном проекте «Жестокие игры», где выиграл в отборочном туре и уступил место своему коллеге Владимиру Дантесу в финале.
В апреле 2015 года Вадим Олейник покинул дуэт «Дио. Фильмы», создав свой сольный проект OLEYNIK[3].

### Сольная карьера
В 2017 году Вадим дебютировал с песней «Девочка года». Также на счету артиста синглы «Знаешь», «Остановись», «Забавная», «Зажигать молодым» и другие.
В 2015 году Вадим Олейник стал лицом бренда PODOLYAN. В марте 2016 года дебютировал в роли модели на показе бренда в рамках Ukrainian Fashion Week.
В 2016 году OLEYNIK был номинантом «Прорыв года» премии M1 Music Awards.

### OLEYNIK & СТОБОЙ
В 2019 году Вадим Олейник принял решение поставить на паузу сольную карьеру, запустив экспериментальный проект OLEYNIK & СТОБОЙ вместе с начинающим артистом и автором песен Валентином Корнийко. Артисты работали в жанре «авангардный ретро-поп». Песни несли ностальгический характер и были нацелены погрузить слушателей в прошлое. В 2021 году дуэт прекратил свое существование, выпустив 10 песен и 2 видеоклипа за полтора года. Причина распада неизвестна.

## Общественная позиция

### «Новая волна — 2015»
В 2015 году Вадим Олейник, стал участником международного музыкального конкурса «Новая волна», который проходил на новой локации, в городе Сочи. Но участие артиста стало под вопросом, как только он узнал об изменениях в регламенте конкурса: «В этом году правила конкурса изменились, нет хита своей страны, как это было раньше. Есть творческий вечер Игоря Николаева, где конкурсанты поют его песни», — добавил Вадим.
Также Вадим уточнил, что принимая решение об участии в конкурсе, он не думал, что конфликт между Украиной и Россией так затянется: «Проводился бы он в любой другой стране — в Болгарии или Латвии, как раньше, скорее всего, я бы участвовал в конкурсе. Но я украинец и люблю свою страну. Конечно же, сцена — моя жизнь, но сердце подсказывает, что не стоит этого делать».

## Личная жизнь
Вадим Олейник принимает активное участие в тренировочном процессе Испанской академии футбола.
С 2009 года Вадим является участником ФК Маэстро — клуба представителей шоу-бизнеса Украины.
В 2013 году в составе сборной Украины по футболу ездил на Чемпионат мира по футболу среди артистов и представителей масс-медиа, где Украина заняла 5 место.